# いきなり!ステーキ
いきなり!ステーキ（英: IKINARI STEAK）は、ペッパーフードサービスが運営するステーキ専門の飲食店チェーン。
店舗のロゴは「いきなり🚀ステーキ」のように、感嘆符の部分がロケットの絵になっている。

## 概要

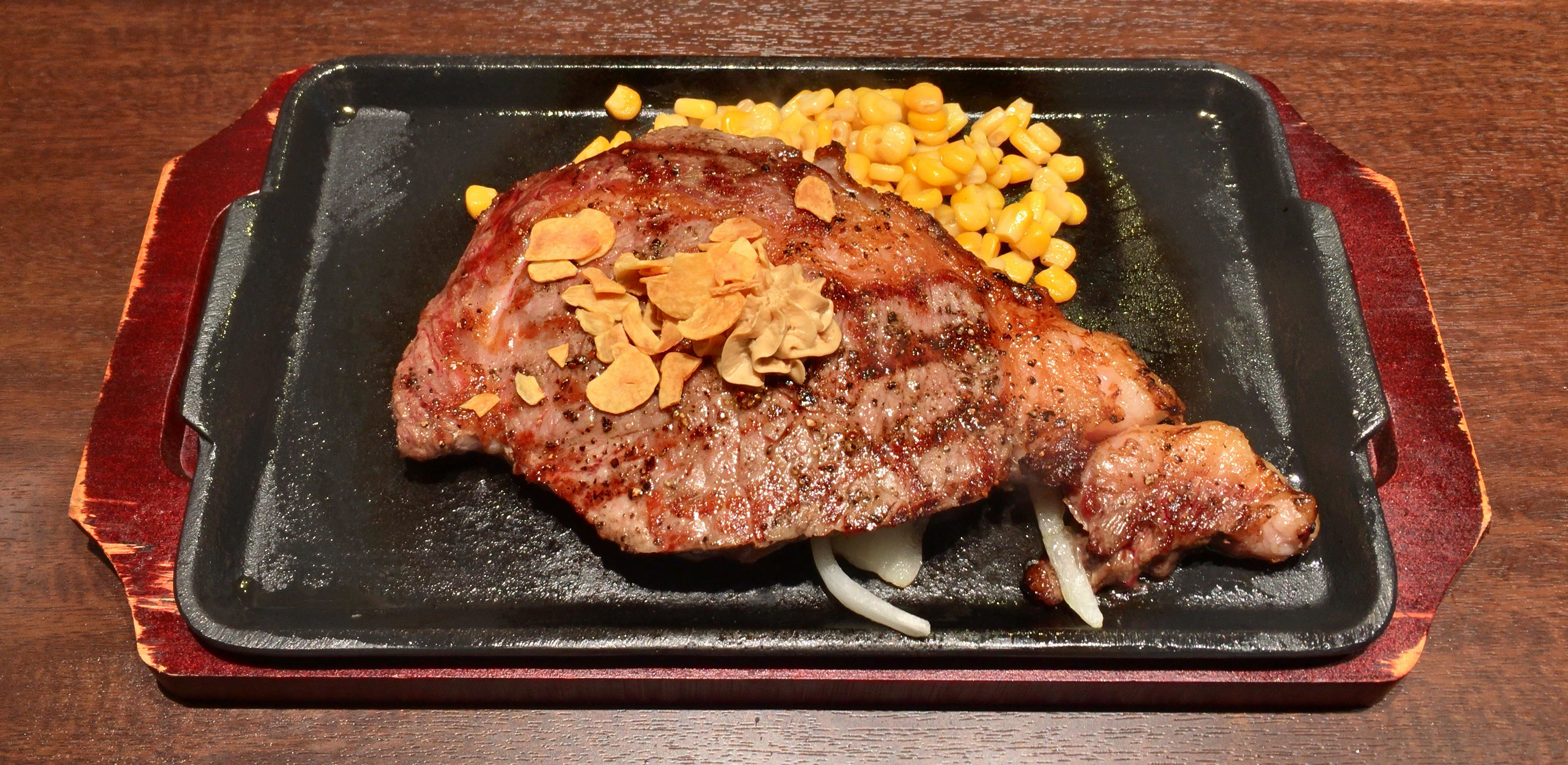
リブロースステーキ

主に低価格であるなどと標榜するステーキを提供している。予約不要の立ち食いスタイルを特徴としていた。2015年以降は一部店舗に事前予約可能な椅子席も導入しているほか、居抜き出店の店舗を中心に全席椅子席の店舗も展開している。
平日ランチタイムを除いて、客が好みの肉の量を指定して店員がその場で切り分け、これを焼き上げて提供する「オーダーカット」方式を採用している。1g単位で価格が設定されており、ヒレステーキは200g以上、他のステーキは300g以上で注文する。かつては成型肉は使用していないとしていたが、現在はキッチンカーのメニューやテイクアウトメニュー、期間限定商品、通販商品など様々な場面で牛脂注入加工肉を使用し、それをステーキと称して販売している。
いきなり!ステーキの原価率は、急成長を遂げた2015年時点の報道によると70%以上といわれており、サラダや飲み物などを含めた全体でも60%程度とされていたが、2020年には原価率は50%程度と称している。現在の値段設定は同業ステーキ店と比べて優れているわけではなく、他店と度々コストパフォーマンスの優劣が比較されるようになった。
人件費抑制のため、50代以上のコック経験者を短時間勤務の形で多く雇用しているところも特徴。ステーキ専門店のため、他の業態に比べ「オペレーションがシンプルで、覚えることが少なく作業がしやすい」点も高齢者に有利に働いているという。

## 沿革
ペッパーフードサービスの創業者・一瀬邦夫は「ステーキを低価格で提供する」という構想を温めていた。2013年秋、セミナーで知り合った坂本孝が経営する俺のフレンチの「立ち食い業態」に関心を持ち、坂本に自らの構想を語ったところ、「自分（坂本）はステーキをやるつもりはないから、あなたが『俺のステーキ』をやってみたら？」と薦められたことを機に、構想を実践に移した。
2013年12月5日に東京都中央区の銀座4丁目に1号店をオープン。その後、急速なチェーン展開で、2015年10月までに、東京都内に46店舗、全国に64店舗を出店した。2016年8月2日に開店した恵比寿店で全国100店舗目を達成、2018年8月9日には全国300店舗となるニトリ富士吉田店を開店した。同年11月30日の秋田東通店開店により全47都道府県への出店を達成し、同日時点で366店舗を出店。直営店以外にフランチャイズ展開も行っており、2017年10月にはラーメンチェーン「幸楽苑」を展開する幸楽苑ホールディングスが当チェーンのフランチャイジーとして契約を結び、同年12月より出店を開始したことで大量出店に火がついた。
2014年7月には、利用金額ではなく、ステーキのグラム数を加算する方式の「肉マイレージ」と称するポイント制度を導入する。消費した肉のグラム数に応じ、来店ごとに指定のドリンクが無料となる来店特典、誕生月に指定のステーキが無料となるバースデー特典、ダイヤモンドカード・シニアカードにおける優先入店特典等がある。2015年10月よりそれを発展させる形で、独自のプリペイドカードも導入している。
2015年5月18日から、六本木店で、午前4時までの深夜営業を行うようになった。
2017年2月23日に「ニューヨークイーストビレッジ店」がオープンした。当初、海外への進出は2016年春を予定していた。アメリカ1号店では開店当初こそ、立ち食い、国際単位系のグラム単位量り売り、チップなしという日本のスタイルだったが、程なくアメリカの商習慣に合わせ、着席、オンス単位量り売り、チップありに変更している。2018年9月時点でニューヨーク市内に9店舗を展開する。なお、アメリカでは、ステーキは特別な日にスーパーで買うか、高級店で食べるという習慣が根強く、手軽なステーキ店というニッチな市場開拓に苦戦し、2019年2月にはニューヨーク市内11店舗のうち7店舗の閉店を発表した。
2018年11月3日、品川シーサイドフォレスト店にて「レストランにて24時間で販売されたビーフステーキ最多食数」のギネス世界記録に挑戦する。提供メニューを「ワイルドステーキ300g」のみに絞りテイクアウトを不可とするなどオペレーションの効率化を図ったこともあり、1日で1734食を提供し、ギネス側から示された「1000食以上」の基準を満たしたことでギネス世界記録として認定された。
店舗数を増やすことで売り上げを確保する戦略を取ってきたが、その後飽和状態に達し、追い打ちをかけるように2018年4月に既存店売り上げが減少に転じて売り上げを減らした。2019年12月期第3四半期には赤字を計上するに至る。これを受けて、一部報道では「債務超過寸前」とまで評された。さらには「お客様のご来店が減少しております。このままではお近くの店を閉めることになります」と苦境を表明する社長自筆のメッセージが全店舗に掲示される事態に陥った。
2019年9月、顧客からペッパーフードに寄せられたクレームが2017年5月（280件）の2倍超にあたる671件を記録し、ブランドの毀損が窺える結果となった。急激な店舗拡大による従業員の教育不足が原因と見られる。
2019年11月14日、ペッパーフードサービスは12月期通期の連結業績予想の下方修正を発表し、7億3100万円の赤字に転落。これを踏まえて、自社店舗が競合する地域を中心に全店の1割弱にあたる44店の閉鎖を発表。2019年12月23日、26店舗を2020年1月13日に閉店することを発表した。しかし閉店を発表した横浜元町店や静岡駅前店などの一部店舗は現在も営業を継続している。また、一度閉店を発表した店舗がコロナ感染拡大防止基金にあわせて休業する例もみられた。
2020年2月16日、週刊文春の取材により、都内の一部店舗にて月100時間を超える外国人の不法就労が発覚した。ペッパーフードサービスは全面的に事実を認めた上で、該当店舗を運営していたオーナーとの業務委託契約を解除し、再発防止に努めるとの声明を発表した。
2020年2月26日、ペッパーフードサービスは同日の決算説明会にて、不採算店を整理するため、同年中に計74店（直営・委託48店、フランチャイズ加盟26店）を閉店することを発表した。なお、2019年11月に発表した前述の44店の閉鎖は今回発表の閉店に含まれている。
2020年7月3日、ペッパーフードサービスは不採算店計114店（ペッパーランチを含む）を閉店すると共に、アメリカで展開する子会社は連邦破産法に基づく申請を行い、アメリカから撤退することを発表した。
2020年12月1日、利益率の低いメニューの削減、ランチメニューの値上げ、ランクアップ制度の変更（肉マイレージからポイント制への変更）などのリニューアルが行われた。
2022年8月12日、業績不振により一瀬邦夫社長が引責辞任。後任には長男である一瀬健作が就任。
2022年12月18日、フィリピン第1号店となるMOA・スクエア店を開店。東南アジアでは初出店となる。
2023年7月17日、お笑い芸人マヂカルラブリーの野田クリスタルが「いきなりアンバサダー」に就任した。

## 店舗展開
35都道府県に220店舗を展開している（2023年7月現在）。かつては全都道府県に展開していたが、2020年に山形県と福井県、2021年3月31日に新潟県、同年9月12日に高知県、2022年3月31日に岐阜県、同年8月31日に秋田県から撤退と、店舗閉鎖が続いている。青森県、三重県、和歌山県、岡山県、山口県、愛媛県、香川県、徳島県、沖縄県からも撤退している。